# Mark LeGree
Mark DeAndre' LeGree (St. Helena Island, 8 luglio 1989) è un ex giocatore di football americano statunitense che ha militato nel ruolo di free safety nella National Football League (NFL) e nella Canadian Football League (CFL).

## Carriera
Al college LeGree giocò a football alla Appalachian State University. Fu selezionato dai Seattle Seahawks nel corso del quinto giro (156º assoluto) del Draft NFL 2011. Fu svincolato senza essere mai sceso in campo e in seguito fece parte degli Arizona Cardinals, dei San Francisco 49ers, dei New York Jets, dei Chicago Bears, degli Atlanta Falcons e dei Buffalo Bills, ma non giocò mai in gare ufficiali nella NFL. Nel 2014 si trasferì ai Saskatchewan Roughriders con cui disputò tutta la stagione, mettendo a segno 3 tackle, 6 placcaggi negli special team e 4 intercetti. Fu svincolato il 15 settembre 2015.